# Boże Narodzenie (obraz Geertgena tot Sint Jansa)
Boże Narodzenie (niderl. De geboorte) – obraz olejny przypisywany niderlandzkiemu malarzowi Geertgenowi tot Sint Jansowi, namalowany ok. 1480.

## Opis
Temat obrazu został zaczerpnięty z Nowego Testamentu, z Ewangelii Łukasza. Jest to jeden z najczęściej przedstawianych wątków w sztuce. Geertgen tot Sint Jans narodzenie Chrystusa ukazał w scenerii nocnej. Prawdopodobnie inspiracją dla takiej kompozycji był przekład apokryficznej Ewangelii Pseudo-Mateusza: 

Gdy anioł to oznajmił, rozkazał zatrzymać zwierzę juczne - nadszedł bowiem czas rozwiązania - i polecił, by Maryja zsiadła ze zwierzęcia i weszła do podziemnej jaskini, w której nigdy nie było światła, lecz panowała wieczna ciemność, gdyż nie dochodziło tam światło dnia. Kiedy Maryja weszła do środka, grotę oblała jasność, jak gdyby zaświeciło w niej słońce.(...) I tu porodziła Syna, którego gdy się urodził, otoczyli aniołowie, a gdy się narodził i stanął na swych nogach, natychmiast zaczęli go wielbić (PsMt 13)

Artysta scenę umieścił w stajence. Mały Jezus leży w żłobku w centralnej części obrazu. Z prawej strony pochyla się nad nim Maria, a z lewej grupa aniołów. Wszystkie postacie są oświetlone mocnym światłem bijącym od Dzieciątka. Dwa pozostałe źródła światła znajdują się w głębi sceny, gdzie rozgrywa się jeden z pomniejszych wątków poprzedzających narodziny Jezusa. Anioł ukazuje się pasterzom i oznajmia im o narodzinach Pana, nakazując złożenie mu pokłonu. Pasterzy oświetla blask padający od zwiastującego boskiego posłańca i zapalonego z drugiej strony ogniska. Z prawej strony Geertgen tot Sint Jans ukazał Józefa pogrążonego w ciemnościach. Pełni on drugoplanową rolę zgodnie z ówczesną ikonografią chrześcijańską.